# بريجيت بويسيلييه
وُلدت بريجيت بويسيلييه في عام 1956 وتُعرف أيضًا باسم بريجيت روئيه (Brigitte Roehr)، بريجيت عالمة كيميائية فرنسية وقائد لحركة الرائيليين الدينية. سطع بريق اسمها في سماء الشهرة حين ادعت إشرافها على الإحداث لأول استنساخ بشري. تُعد منطقة شامبان-أردان الفرنسية مسقط رأسها. درست الكيمياء في فرنسا والولايات المتحدة الأمريكية وحصلت على شهادتي دكتوراه في الكيمياء.من عام 1984 إلى عام 1997، أقامت بالقرب من العاصمة الفرنسية، باريس، وعملت كباحث كيميائي ومدير مبيعات لدى شركة إير ليكيد. اعتنقت المذهب الرائيلي في عام 1992 حيث لم يكن هذا المذهب معروفًا في فرنسا وأدى تحولها إليه إلى حدوث توترات معها في علاقاتها مع الأشخاص المحيطين بها. وبعد مرور خمسة أعوام، انضمت بريجيت إلى الكلونيد، وهي منظمة رائيلية تسعى إلى الاستنساخ البشري. وفقدت بريجيت منصبها الوظيفي في شركة اير ليكيد عقب إعلان عملها في المنظمة وتفرغت للتركيز على عمليات الإستنساخ. 

وفي أواخر عام 2000، أعلنت شركة كلونيد عن استلامها لتبرع كبير لتمويل عملية استنساخ لطفل، وعن إشراف بريجيت على فريق العلماء الخاص بتلك العملية في مختبر سري في الولايات المتحدة الأمريكية، وعن إنتاج الولايات المتحدة لاستنساخًا بشريًا في وقت قريب. وعقبها بعام، قد حاز مشروع الاستنساخ على تغطية اعلامية، كما تعهدت بريجيت بولادة وشيكة لمستنسخِ بشري. وفي أواخر عام 2001، صرحت بريجيت عن ولادة مستنسخا وسيتم تقديم دليلها على ذلك قريبًا وقد نال هذا التصريح على تغطية إعلامية هامة في الولايات المتحدة وأدى إلى ظهور بريجيت في العديد من البرامج التلفزيونية، وقد صرحت بعد أن أجرت محكمة في فلوريدا تحقيقًا حول رعاية الطفل بأن آباء الطفل المستنسخ قد سحبوا عرضهم لتقديم دليلا للإستنساخ ولن يوجد أي تعليقاً علنيًا آخر. وصرحت إيضًا بعدم تقديم أي دليلا على عمليات الإستنساخ أو أي تقارير لاحقة أفادت بها الكلونيد وتعتبر تلك البلاغات مجرد خدعة وأكاذيب بشكل كبير. 
وفي عام 2003، أثارت إدارتها للكلونيد ومهارتها في التعامل في مجال العلاقات العامة إعجاب رائيل، مؤسس الحركة الرائيلية، وبيّن أن بريجيت ستخلفه في منصبه في إدراة المنظمة بعد وفاته. وقد كرست بريجيت حياتها في الأعوام التالية لإلقاء محاضرات حول المذهب الرائيلي وللعمل كمتحدث رسمي له.

## النشأة والتعليم
ولدت بريجيت لعائلة كاثوليكية في فرنسا في عام 1956 وترعرت في مزرعة في منطقة شامبان_أردان. أصبح العلم هو اهتمامها منذ نعومة أظافرها. التحقت بجامعة ديجون وحصلت على درجة الماجيستسر في الكيمياء الحيوية وحصلت أيضًا على شهادة الدكتوراه في الكيمياء. في عام 1980، انتقلت إلى ولاية تكساس حيث حصلت على شهادة دكتوراه أخرى في الكيمياء من جامعة هيوستن. عادت بريجيت أدراجها إلى فرنسا مرة أخرى في عام 1984 وظلت ثلاثة عشر سنة للعمل لدى شركة إير ليكيد وهي شركة بترولية صناعية وأقامت في مدينة لي لوج أو جوزا الفرنسية Les Loges-en- Josas وعملت كباحثة كيميائية ومديرة مبيعات في مدينة ليون. تزوجت بريجيت وأنجبت ثلاثة أطفال ما بين اواخر عام 1970 إلى مطلع 1990.

## التحول إلى الرائيلية ومهنتها الجديدة
في عام 1992، اعتنقت بريجيت الرائيلية وتحولت إليها، تُعرف الرائيلية كديانة UFO(جسم طائر مجهول الهوية)، تم تأسيسها على يد الصحفي الفرنسي كلود فوريلهون (Claude Vorilhon) في عام 1973وعادة ما يُعرف باسم رائيل، نسبة إلى الرائيلية. حضرت بريجت اجتماعاً كان رائيل المتحدث فيه، وعقب انتهائه أحست بريجيت بشدة صدق رائيل التام وانضمت إلى الرائيلية. انفصلت عن زوجها قبل تحولها إلى الرائيلية بفترة قصيرة، وزعم زوجها بعنف سلوكها، وفيما بعد حاز زوجها على حضانة ابنهم الأصغر بسبب اشتراكها الرائيلي. واعتقدت بريجيت أن التسامح الديني كان السبب وراء دفع المحكمة لنقل حضانة الطفل. بالرغم من إيمان بريجت بالرائيلية والأمر الذي أدى إلى حدوث توترات بينها وبين والديها، فقد اعتنق ولدها الأكبر كذلك الرائيلية.
في عام 1990، كان يُنظر للرائيلية باعتبارها حركة خطيرة ويُنظر لها بازدراء في فرنسا، الأمر الذي ادى إلى فقدان العمل لأعضاء لهم شأن بارز. وعليه فقد تأجج العداء في جزء من أوروبا من قِبل المخاوف الشعبية حول الحركات الدينية الجديدة عقب حالات الوفاة التي سببها نظام معبد الطاقة الشمسي في منتصف عام 1990. أصبحت بريجيت المدير العلمي للكلونيد، مؤسسها رائيل وتسعى للاستنساخ البشري)في عام 1997. وتم إجراء مقابلة مع بريجيت من قِبل جريدة لو موند اليومية حول دورها في الكلونيد وفقدت منصبها في إير ليكيد بعد علم الشركة عن الدور التي تلعبه بريجيت في الكلونيد. صرحت شركة إير ليكيد أن إنهاء بريجيت من العمل كان من المقرر بسبب عقد عملها المزدوج. وأن عملها بالكلونيد قد أصابها بالتوتر ورفعت بريجيت قضية ضد شركة إير ليكيد بحجة كونها ضحية للتمييز الديني ونجحت دعواها القضائية وحصلت على حكم بقيمة تصل إلى حوالي 000,30 دولار أمريكي.

انتقلت بريجت مع ولدها الأوسط إلى كيبك، حيث كانت تدرس أبنتها الكبرى عقب فقدانها لمنصبها في إير ليكيد. وشرعت بريجت في السفر لمناقشة أمور تخص الكلونيد وأصبحت متحدثا رفيع المستوى في نهاية الأمر. ووصلت بريجت خلال تلك الفترة إلى رتبة أسقف داخل الرائيلية. كانت بريجيت واحدة من ضمن خمسة وعشرين عضوا من المقربين إلى رائيل وانضمت إلى مجموعة Order of Angels الرائيلية التي تعزز قيم حركة Free love (الحب بدون مقابل)والأنوثة. انتقلت إلى الولايات المتحدة وبدأت بالتدريس في جامعة ولاية بلاستبرغ قبل انتقالها بقترة وجيزة في عام 2000 إلى جامعة هاملتون لتدريس الكيمياء. تم الإعلان عن اشتراكها في الكلونيد في الولايات المتحدة في شهر فبراير لعام 2001 واستقالت من منصبها الأكاديمي في شهر مايو بالرغم من وجود عقد ينص على عملها لفترة ثلاث سنوات. كان لبريجيت صيت زائع في جامعة هاملتون في البداية ولكن راودها شعور بعد إبداء احترام لها من الجامعة بعد إعلان اشتراكها في الكلونيد.

## الاستنساخ

### أصول الكلونيد
أسس رائيل الكلونيد في شهر مارس لعام 1997 بفترة قصيرة بعد استنساخ النعجة دوللي، معتقدًا بأن عملية الاستنساخ كانت مهمة جدًا لأن الأجناس البشرية تم خلقها عن طريق مشروع استنساخ تم إجراءه خارج نطاق الكرة الأرضية. وعلى الصعيد المهني من تأسيس رائيل للكلونيد، فقد أنشأها كطريق لتنمية المزيد من الجينات المرغوب فيها وأخيرًا لمد الذاكرات في أجسام جديدة. وبعد انطلاق الكلونيد بفترة وجيزة، بدأت بريجيت بالإعلان عن العمليات الخاصة بالكلونيد وإدارتها. وفي عام 1999، أعلنت بريجيت عن إنشاءها لمعامل استنساخ وعن تعيينها فريقا يتكون من ستة علماء، وأدلت بأن معلوماتها ومعرفتها عن الاستنساخ محدودة ولكنها تتميز بمهارة اختيار الخبراء.

في أغسطس عام 2000، طلب مارك هانت، سياسي من ولاية فرجينيا الغربية، من بريجيت أن تجري عملية استنساخ لإبنه الراحل، الذي قضى نحبه وهو طفلاً. دفع هانت 500,000$ وساعدهم في استئجار مختبرا علميا من مدرسة. وأعلنت بويسيلييه عن استخدام المختبر أولا لاستنساخ الماشية قبل الانتقال إلى الاستنساخ البشري. وخططت بريجيت لاستخدام عدداً من الأتباع الرائيليين الذين لديهم استعداداً لإجهاض الحمل غير الطبيعي لتحمله النسائل المستنسخة وبذلك سيعوض عدد كبير من النساء عن الاحتمالات الضئيلة لطفل صحي في كل زرع. في سبتمر عام 2000، عقد كلاً من رائيل وبريجيت مؤتمراً صحفياً مع العديد من الأمهات البديلات من النسائل المستنسخة. وأعلنت بويسلييه في هذ المؤتمر عن بناء معملًا للاستنساخ والقت الضوءعلى هانت، الذي طلب عدم كشف هويته، في حديثها بشكل مبهم. حازت بريجيت على اهتمام وسائل الإعلام كمؤيدة للاستنساخ. ووافق بعض المعلقون مبدئياً على عمل بريجيت كمحاولة شرعية للاستنساخ. ووصفتها مارجريت تابلوت (Margaret Talbot)، من جيدة نيويورك تايمز، بتمتعتعها بالمصداقية كمتحدث رسمي أكثر من رائيل. وأسقطت ما وصفته بالجو البارد والمهنية الأكاديمية. استرعى مظهر بريجت اهتماماً خاصاً حيث تجلّت في الطليعة بأناقتها، على النقيض من الصورة الشهيرة التي يظهر بها العلماء.

### الإعلانات والتغطية الإعلامية

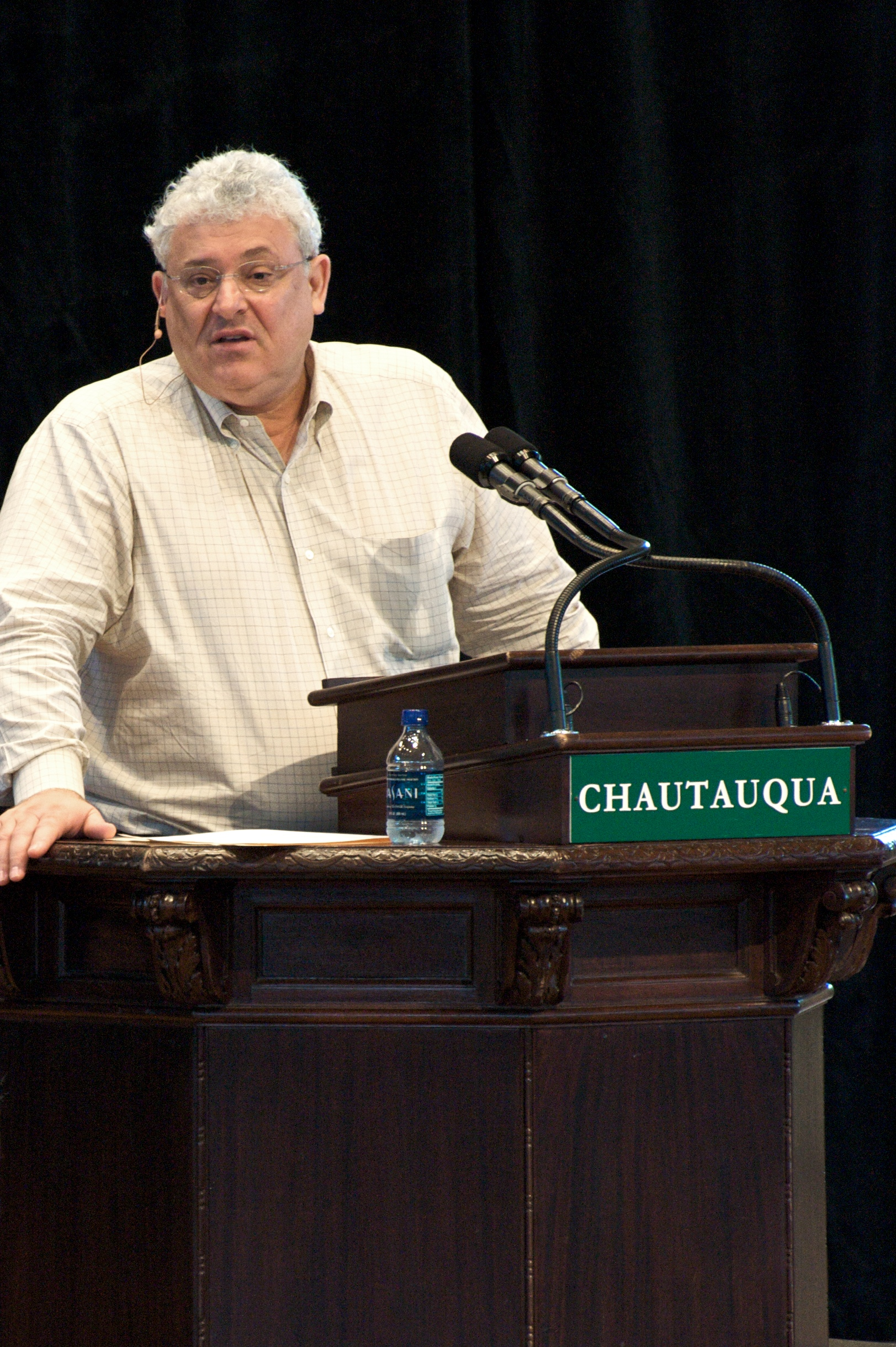
آرثر كابلان: ناقد لأخلاق علم الأحياء للكلونيد.

في أوائل عام 2001، تعهدت بريجيت على استناخ طفلًا بشريًا في غضون عام وذلك توجيهًا منها للفت المزيد من الاهتمام لعملها. بدأ مدعي عام في لاية نيويورك بالتحقيق مع بريجيت فيما يتعلق بمدى التزامها بالقوانين الطبية المحلية وصرحت بريجيت أن إدارة الأغذية والعقاقير قد أجرت تحقيقًا معها أيضا بصورة سرية. وادعى رائيل إبداء الرئيس الأمريكي جورش بوش اهتمامًا بعمل الكلونيد. شكك القائم بأعمال المختبر الذي استأجره هانت حول عملهم وتواصل مع المكلفين بإنفاذ القوانين الذين تحدثوا إلى إدارة الأغذية والعقاقير التي قامت بتفيتش الموقع واقنعوا بريجيت بوقف عملها في الاستنساخ حتى انتظار توضيحات قانونية بخصوص هذا الموضوع. تشاجر هانت مع بريجيت موجهاُ إليها نقداً بسيعها وراء اهتمام وسائل الإعلام، بعدما طلب منه القائم بإعمال المختبر إيقاف عملية الاستنساخ. وصرح المشرف على المختبر علانية أن برجيت نادرًا ما كانت تتواجد في المختبر وعقّبت بريجيت بعد ذلك بتصريحها بنقلها للعمليات الاستنساخية إلى الخارج وذلك بالغرم من عدم مواجهتها بأي اتهامات بخصوص المختبر.

في مارس عام 2001، تلّقت بويسلييه دعوة لإلقاء كلمة في مجلس استماع الكونجرس الأمريكي بشأن الاستنساخ البشري، وتحت وطأة اصرارها فقد تم السماح لرائيل بإلقاء كلمته ايضاً في المجلس. ونال هذا الحدث على اهتمام الرأي العام وشكّل هذا الاهتمام ظهور رائيل الغير تقليدي. في اليوم السابع من شهر أغسطس لعام 2001، حضرت بريجيت ندوة تم الإعلان عنها على نطاق واسع حول الاستنساخ البشري في الأكاديمية الوطنية للعلوم في واشنطن العاصمة. وأولت وسائل الإعلام بريجيت اهتماماً كبيراً، وكانت بريجيت واحدة من ضمن ثلاث مشتركين، وهما بجانب بريجيت (سيفيرينو أنتينوري وبانايوتيس زافوس)، ممن شاركوا بنشاط في الجهود الرامية لإنتاج استنساخًا بشريًا. وكان بقية الحضور من العلماء والأخلاقيين المشهورين، وكان من ضمن الحضور، آرثر كابلان، الذي نبذ بريجيت بأنها عنصر استنساخي معتوه. وبحلول مايو 2002، صرحت بريجيت عن تسهيليها 10 إلى 20 حالة من حالات الحمل ولكن حالات الإجهاض أعاقتها.

### ادعاءات النجاح
أعلنت بريجيت بثقةٍ في مؤتمر عُقد في ولاية تكساس في شهر ديسمبر لعام 2002 عن إنتاج الكلونيد بنجاح لمولودٍ مستنسخ وأنه مازال على قيد الحياة، واسمها حواء لأبوين عقيمين. وابدت عالمة الاجتماع الكندية، سوزان بالمر، ملاحظة حول تسمية المولود، حواء، بأنها تشير إلى تعاليم رائيل عن خلق كائنات فضائية للبشر الأوائل عن طريق الاستنساخ. وقد تلقت بريجت بعد إعلانها دعاية صحفية وفيرة ولكن نقدت وسائل الإعلام ولا سيما البرامج الكوميدية التي يتم إذاعتها في وقتٍ متأخر من الليل، ظهور بريجت وسخرت أيضا تلك البرامج من الرائيلية. وأثناء تلك الفترة، فقد شهدت ظهور بريجيت على العديد من شبكات الأخبار وعلى قناة سي إن إن (CNN) الإخبارية الأمريكية، ولم تقدم أي أدلة فيما يتعلق بالطفل المنستنسخ أو عائلة على الرغم من أنها غالبًا ما يطلب منها تلك الأدلة. وقامت بتعيين محرراً علمياً من هيئة الإذاعة الأمريكية للإشراف والتحقق من عملية الاستنساخ، ولكن شكك العديد من العلماء من قدرة الرائيليين على التغلب على الصعاب التي يطرحها الاستنساخ البشري[25] أو من مقدرتهم على إنتاج طفلاً صحيًا. وأعلنت بريجيت عن قرب موعد اختبار الحمض النووي (DNA) وعن ولادة خمسة مستنسخين في وقت لاحق في فصل الشتاء. وكلما واصل رائيل وبريجيت السعي وراء وسائل الإعلام، كلما زاد العداء الصحفي تجاههم.

عَلِم برنارد سيجل، محامي من ولاية فلوريدا، حول القضية القائمة بشأن الاستنساخ، ورأى بوجوب عقد جلسة لرعاية حواء. وفي يناير 2003، بدأ برناد في إجراءاته القانونية، ساعيًا لإحضار آباء المولود المستنسخ إلى المحكمة حتى يمكن التحقق من صحة الطفل. وجَّه كلا من رائيل وبريجيت نقًدا إزاء هذا الإدعاء ووصفوه بإنه محاولة لنزع الطفل من أبويه واعلنوا، في احتجاجهم، بعدم تقديمهم الحمض النووي للاختبار. تم استدعاءبريجيت ونائب رئيس الكلونيد، توماس كينزج؛ بدلًا من والدي الطفل، إلى المحكمة في 24 يناير وتم بث المحاكمة على الهواء مباشرة على شبكة سي إن إن. أدلى توماس بشهادته في قاعة المحكمة، مصرحا بمعرفته القليلة حول الاستنساخ وأن بريجيت فرضت سيطرتها على المعلومات جميعها. لم تحضر بريجيت الجلسة في حين قدم توماس معلومات قلبلة، مما أثار غضب القاضي الذي هددهم بإهانة المحكمة ولكنها حضرت في الجلسة الثانية، مصرحة بأن الطفل كان في إسرائيل. وبعد ذلك، اصدر القاضي حكما بعدم سلطة المحكمة في القضية. في أواخر شهر يناير، أعلن المحرر العلمي اشتباهه في إعلانات الاستنساخ بكونها خدعة. وأثناء تلك الفترة، عقدت بريجيت مؤتمرًا صحفيًا أعلنت فيه بقطع آباء الطفل اتصالهم بها وبعدم حديثهم مع الصحافة.

وفي الأعوام التالية، ادّعت بريجت بتسهيليها لإجراء عمليات استنساخ للعديد من الأطفال في بلدان متنوعة. كما أنها أفادت في شهر يونيه 2014 بنجاح الكلونيد في استنساخ ثلاثة عشر طفلا. ولكنها لم تقدم أدلة للتأكيد على صحة ادعاءاتها. واعلنت عن استخدام آله تسمى آر إم إكس 2010 (RMX) في محاولات الاستنساخ وعرضتها علنيًا.

عقب إعلانها بعدم تقديم أي أدله عن الاستنساخ أصبح الصحفيون مشككون بشأن قصة الاستنساخ. لاحظت)بالمر (أثناء مناقشة إدارة بريجيت للكلونيد استحالة معرفة سبب إعلان بريجيت عن إنتاج مستنسخًا بشريا ورفضها بعد ذلك من تقديم الأدلة. وقالت بريجيت أن رفضها في تقديم الأدلة قد يكمن في تنظيمها لخدعة بعدم نشرها خبر ولادة طفلا غير صحيًا أو لإنها تستفاد من عالمًا قد عينته. انتقد الصحفي العلمي الأمريكي، ستيفين إس هال وسائل الإعلام لتغطيتهم للكلونيد وبتمثيليهم للكلونيد بأنه منظمة ذات مصداقية. وخمن أن التغطية الإعلامية لبريجيت وأنصار الاستنساخ الآخرين قد أهاج المشاعر ضد الاستنساخ مما أدى إلى حظرة في الولايات المتحدة.

## فعالية أخرى
في يناير 2003، أقام رائيل احتفالا حيث وجه شكره لبريجيت ووصفها باعتبارها خليفته. وأثنى عليها في نشرها لرسالة الرائيلية عالميًا حين أعلنت عن عمليات الاستنساخ. أما بالنسبة للتسلسل الوظيفي الرائيلي؛ فتتبع بريجيت رائيل في منصبة وتشغل منصب المتحدث الرسمي للحركة الرائيلية. وكقائد، فقد حاولت بريجيت إعادة تأهيل الصليب المعقوف الذي يعد واحدًا من رموز المجموعة وأكدت على قيمته باعتباره رمزًا قديما للسلام، وتزامن ارتباطة بشكل غير عادل مع ألمانيا النازية.

في منتصف عام 2000، كثيرًا ما قامت بريجيت بتدريس وجهة نظر الرائيلية المتعلقة بالجسم والجنس، وناقشت تلك الموضوعات من وجهة نظر بيولوجية بحجة أن أساس البشر يرجع لكونهم آليين نظرًا لإستطاعة إعادة برمجتهم. وأكدت على برمجة تلك الهرمونات للدماغ وأنها توفر للبشر الحرية للاختيار من عدة احتمالات. وأكد الرائيليين على التحفيز الجنسي كوسيلة لتغيير أعضائهم بشكل تسوده الإيجابية، وذكرت بويسيلييه أن السعي للأنوثة ما هو إلا طريقة للنمو الروحي. وتُقَدِر المجموعة بدرجة عالية الجمال الأنثوي، كما أن رائيل قد أشاد بدور بريجيت في الحفاظ على مظهرها واصفًا إياها باعتبارها نموذجًا يُحتذى به.

بحلول عام 2007، اتخذت بريجيت من «بريجيت روئيه» اسمًا لها وكانت تقيم في لوس انجلوس. بدأت في قيادة مشروع رائيلي لمكافحة تشويه الأعضاء التناسلية للإناث، (ختان الإناث). وتولت رئاسة مجموعة تابعة للرائيلية تُعرف باسم (كليتوريد) وجمّعت تلك المجموعة أموالًا لتوفير جراحة ترميمية للبظور التالفة للنساء.ويهدف هذا المشروع، الذي جذب إليه انتقادات نظرًا لفعاليتة، لبناء مستشفى في بوركينا فاسو حيث تتمكن النساء من تلقي عمليات جراحية للبظر.